# Каганова Любов Яківна
Любо́в Я́ківна Кага́нова (5 лютого 1927 — 25 грудня 2011)  — українська актриса, заслужена артистка України.

## Загальні відомості
Закінчила Київський державний інститут театрального мистецтва ім. І. Карпенка-Карого.
Усе своє творче життя віддала Національному академічному театру імені Марії Заньковецької, на сцені якого зіграла приблизно сто ролей. Майстерно читала поезію Ліни Костенко, Василя Симоненка, Лесі Українки та інших авторів.
25 років працювала викладачем й виховала чимало молодих талановитих акторів. Серед її учнів — народні артисти О. Гуменецька і О. Гарда.
Похована на полі № 3 Личаківського цвинтаря, поруч з чоловіком В.Аркушенком.

## Творчість
На сцені театру імені Марії Заньковецької актриса створила понад сто образів:
- «Украдене щастя» І. Франко — Настя
- «Марія Заньковецька» І. Рябокляч — Адасовська
- «Декамерон» Д. Бокаччо — сусідка, Джованна
- «Безприданниця» О. Островський — Огудалова
- «Проводимо експеримент» В. Черних — Лідія Іванівна
- «Шрами» С. Шабан — слідчий
- «Мар'я» — Мар'я
- «Обочина» М. Зарудний — мати
- «Незручна людина» А. Верблюдко — Степова
- «Пригоди Швейка» Я. Гашек — п. Мілер
- «Котигорошко» А. Шиян — мати
- «Кремлівські куранти» М. Погодін — Забєліна
- «Гайдамаки» за Т. Шевченком — читець
- «Шевченківський концерт» — художнє читання
- «Федра» Ж. Расін — Нона
- «Вій, вітерець!» Ян Райніс — Байба
- «Бурлака» І. Карпенко — Галя
- «Комсомольська лінь» — Ніна Барвінок
- «Весняний потік» З. Прокопенко — Фросина
- «Під золотим орлом» Я. Галан — Анна
- «Лісова пісня» Леся Українка — Мавка
- «Співають жайворонки» — Настя
- «Моя перемога» — Ружена
- «Любов на світанку» Я. Галан — Параска
- «За двома зайцями» М. Старицький — Химка
- «Лимерівна» П. Мирний — Наталя
- «Дочка прокурора» Янівський — Ліля
- «Безталанна» І. Карпенко — Софія
- «Крила» — Оля
- «В добрий час» В. Розов — Галя
- «Перша весна» — Настя
- «Сім'я злочинця» — Емма
- «Сонет Петрарки» М. Погодін — Мая
- «Гамлет» В. Шекспір — Офелія
- «Коли цвіте…» — Раїса
- «Кадри» І. Микитенко — Юлія Булатова
- «Чому посміхалися зорі » О. Корнійчук — Оля
- «Ой, не ходи, Грицю» М. Старицький — Дарина
- «Чорний змій» — Любка
- «Якщо ти любиш» — Устина
- «Трихвилинна розвага» — Ляля
- «Невольник» М. Кропивницький за Т. Шевченком — Ярина
- «Безприданниця» О. Островський — Лариса
- «З коханням не жартують» П. Кальдерон — Леонора
- «Перед вечором» — Віра Голубєва
- «Лиха доля» М. Старицький — Галя
- «Третя попільничка» — Ірина
- «Гайдамаки» за Т. Шевченком —
- «Світло далекої зорі» О. Чаковський — Оля
- «Гріх і покаяння» І. Карпенко — Марина
- «Марина» М. Зарудний — Оксана
- «Урієль Акоста» К. Гуцков — Юдіф
- «Сині роси» М. Зарудний — Гелена
- «Спасибі тобі, моє кохання» О. Коломієць — Роксана
- «Мої друзі» — Ганна
- «Суєта» І. Карпенко — Василина
- «Діти сонця» М. Горький — Ліза
- «На сьомому небі» М. Зарудний — Софія
- «Король Лір» В. Шекспір — Регана
- «Пам'ять серця» О. Корнійчук — Катерина
- «Вірність» М. Зарудний — Ярина
- «Чайка» А. Чехов — Аркадіна
- «Камінний господар» Леся Українка — Долорес
- «Горлиця» О. Коломієць — Горлиця
- «Трибунал» А. Макайонок — Настя
- «Доки сонце зійде» М. Кропивницький — Оксана
- «Не зрадь себе» Л. Сергєєв — Женя
- «Річард III» В. Шекспір — Єлизавета
- «Людина зі сторони» І. Дворецький — Гоголева
- «В тихому старому домі» — Юлія Миколаївна
- «І змовкли птахи» І. Шамякін — Галина
- «Замшевий піджак» С. Стратієв — жінка того, що в ліфті
- «Мої надії» М. Шатров — Параскевія Голубєва
- «Вода з отчої криниці» В. Фольварочний — Марина
- «Кафедра» В. Врублевської — Панченко
- «Роки блукань» О. Арбузов — тьотя Тася
- «Правда» — Агрифенн
- «Звичайне чудо» Є. Шварц — придворна дама
- «Сестри Річинські» за І. Вільде — Марина
- «Не зрадь себе» Л. Сергєєв — Катерина
- «Ой, радуйся земле» — колядниця
- «Народний Малахій» М. Куліш — сусідка
- «Чорна пантера...» В. Винниченко — Ганна Семенівна
- «Брехня» В. Винниченко — Пульхера
- «Біда навчить» Я. Стельмах — Квочка, Сова
- «Батурин» Б. Лепкий, Б. Антків — жінка
- «Гедда Габлер» Г. Ібсен — Фру Тесман
- «Така любов» П. Когоут — мати
- «Ісус, син Бога живого» В. Босович — гебрейка
- «Медея» Ж. Ануй — годувальниця
- «Гайдамаки» Т. Шевченко — черниця
- «Маруся Чурай» Л. Костенко — черниця
- «Кнок» Ж. Ромен — пані Парпале
- «Тригрошева опера» Ж. Ромен —
- «У неділю рано зілля копала...» О.Кобилянська — циганка
- «Моя професія — сеньйор із вищого світу» Д. Скарніччі, Р. Тарабузі — Матильда
- «Неповторність» — поезія, танець
- «Талан» М. Старицький — Олена Миколаївна
- «Мачуха» О. де Бальзак — Маргарита
- «Гарольд і Мод » Ж. Карр'єр, К. Хіггінс — графиня Матильда
- «Вісім люблячих жінок» А. Тома — бабуля
- «Івона — принцеса Бургунська» В. Гамбрович — тітка Івони, Мотрона, дама
- «Квартет» Р. Харвуд — Джін
- «Запрошення в замок» Ж. Ануй — п. Демерморт
- «Хелемські мудреці» М.Гершензон — вдова
- «Дім Бернарди Альби» Ф. Г. Лорка — Марія Хосефа
- «Валентин і Валентина» М.Рощин — бабуся Велентини
- «Сміх лангусти» Д. Маррелл — Сара Бернар